# Nébula (personaje)
Nebula es un personaje que aparece en los cómics estadounidenses publicados por Marvel Comics. Creado por Roger Stern y John Buscema, el personaje apareció por primera vez en The Avengers #257 (julio de 1985). Originalmente representada como una supervillana, Nebula más tarde fue mostrada como una antiheroina y un integrante de los Guardianes de la Galaxia.
Nebula ha aparecido en varias otras adaptaciones de los cómics de Marvel, incluyendo series animadas de televisión y videojuegos. Karen Gillan la interpreta en el Universo cinematográfico de Marvel en Guardianes de la Galaxia (2014), Guardianes de la Galaxia vol. 2 (2017), Avengers: Infinity War (2018), Avengers: Endgame (2019), Thor: Love and Thunder, The Guardians of the Galaxy Holiday Special (ambos de 2022) y Guardianes de la Galaxia vol. 3 (2023), así como una versión alternativa del personaje en la serie animada de Disney+ What If...? (2021).

## Historial de publicaciones
Nebula fue creada por el escritor Roger Stern y el artista John Buscema, y apareció por primera vez en The Avengers #257 (julio de 1985).

## Historia del personaje
Es una brutal pirata espacial y mercenaria, Nebula tomó el control del Santuario II, una nave espacial enorme anteriormente bajo el mando de Thanos. Se creía que Thanos estaba muerto en este punto, y Nebula afirmó que había sido su abuelo. La banda de mercenarios y piratas de Nebula estaba formada por Skunge, Kehl, Gunthar y Levan.
Nebula le preguntó al segundo Capitán Marvel para unirse a su banda de mercenarios, y asistir en la conquista del Imperio Skrull. Sin embargo, Firelord se enteró de que Nebula había masacrado a los Xandarianos. Nebula usó su flota espacial para atacar a la armada Skrull y a los Vengadores.
Nebula conspiró para obtener el compresor atómico del científico terrícola llamado Dr. Harker para liberar grandes cantidades de energía que fueron absorbidos por la Unión Infinita (aunque este intento casi provocó el fin del universo cuando el experimento por poco causa una Bing Bang enorme de no ser porque el pequeño grupo de Vengadores - Capitán América, Thor, Spider-Man y Sersi - fueron capaces de apagar la máquina a tiempo). Luchó contra los Vengadores, y absorbió la energía de la Unión Infinita a través de un implante que tenía en el cerebro. Al final Nebula perdió sus poderes cuando Sersi le retiró el implante cerebral, luego escapó.

### El Guantelete del Infinito
Thanos recién resucitado se sintió ofendido por las afirmaciones de parentesco de Nebula. Él recuperó su nave y casi la mata, utilizando las Gemas del Infinito. Decide transformarla en un grotesco cadáver virtual apenas con vida, dejándola como una zombie mutilada y sin sentido aparente, quemada y desfigurada.
Cuando Thanos reclamó el Guante del Infinito, se jactó de que Nebula era su mejor creación - no puede morir, pero no está realmente viva. Sin embargo, Thanos logra derrotar a Eternidad y toma su lugar, Thanos expandió su conciencia a través del universo, dejando su cuerpo en coma. Nebula logra tomar el guante de Thanos, utilizando su poder para restaurarse a sí misma y desterrar a Thanos, tratando de conquistar el universo mismo. Thanos decide ayudar a un grupo de superhéroes con la intención de derrotar a Nebula. El grupo estaba compuesto por Adam Warlock, Doctor Strange, Silver Surfer, Thor, Hulk, Señor del Fuego, el Doctor Doom y Drax el Destructor - los únicos héroes que Strange había sido capaz de localizar a tiempo bajo su disposición.
El grupo se enfrentó a ella y, Thanos explotando la inexperiencia de Nebula para manejar el Guante, ella fue engañada para deshacer todo el caos y destrucción que causó con el Guante. El Panteón Cósmico (que Thanos había derrotado anteriormente) inmediatamente apareció, y se enfrentaron a ella. Con Nebula distraída Surfer y Warlock fueron capaces de robar el Guante del Infinito de ella mediante la conexión de Warlock con la Gema Alma, lo que altera la unidad entre las Gemas del Infinito y Nebula obligando a abandonar el Guante. Nebula fue capturada por Starfox y llamó a Titán para el juicio, mientras que Adam Warlock reclamó el Guante.
Nebula se enfrentó más tarde a Señor del Fuego en la prisión de Titán. En flashback, el asesinato de su padre abusivo fue representado. Nebula después fue liberada de la cárcel por Geatar, y se convirtió en un cyborg por el Doctor Mandibus. Ella intentó liberar a su tripulación pirata de la prisión espacial "Anvil", pero fue frustrado por Silver Surfer y Jack de Corazones. Mató a su tripulación al escapar.
La próxima vez que se la vio después de escapar del encarcelamiento, Nebula estaba deambulando como una corista en el planeta fiestero de Syllogonia. Cuando ella vio a Silver Surfer y al héroe cósmico Genis-Vell allí, temió que la descubrieran y huyó presa del pánico, algo que resultó inútil ya que el petulante legado la acosaría continuamente mientras buscaba pasar un buen rato. Después de revelar su verdadera identidad al bienhechor espacial, inmediatamente lo atacó con la masa láser en su brazo mecánico. Una breve pelea estallaría entre el trío donde Nebula tomaría un potente cañón de energía para acechar al Surfer. Nebula intentaría distraer a Surfer atacando un crucero para facilitar su escape. Pero en un intento por torcer el cuchillo, ella se disfrazó de su contemporáneo Genis para atrapar al surfista con la guardia baja. Todo esto hizo enfurecer a su perseguidor; quien se había hartado tanto de sus payasadas que Norrin desmanteló su arma de fuego antes de transmutar su armadura en un caparazón vinculante para incapacitar al bandido el tiempo suficiente para entregarlo a las autoridades correspondientes.
En una fecha y hora desconocidas, Nebula escaparía una vez más del confinamiento para reunir una fuerza armada orientada a atacar el planeta natal de Thanos, Titán, Norrin acudiría a su antiguo compatriota de los Defensores, el Doctor Strange, en busca de ayuda para detener el avance de su campaña de reclutamiento. Pero la aspirante a emperatriz pirata se anticipó a la llegada del antiguo heraldo y se quedó al acecho con su primer compañero Gaetar para tenderle una emboscada. Después de haber noqueado al surfista con un disruptor sináptico, ató a su antiguo adversario a un equivalente extraterrestre de una bomba de fusión para enviarlo directamente a la superficie de la luna. Su idea de venganza enfermiza contra el cuerpo astral habitable y Silver Surfer por desaires pasados. Pero ella subestimó el reclutamiento que su adversario había traído consigo; en su exceso de confianza, dejó a Máquina de Guerra y Thunderstrike para enfrentarse a un par de matones neurológicamente modificados en su ejército mientras se preparaba para aniquilar a sus antiguos captores. Todavía creyendo que tenía la ventaja después de que Rhodes despachó a Gaeter y se infiltró en su nave de guerra, desplegó el Fusion Reactor que el Surfer también había atado hacia el planetoide; tentando a su posible captor a elegir entre su encarcelamiento o salvar a su cómplice y miles de millones de vidas abajo. Su plan finalmente fracasaría ya que Rhodey pudo desactivar la ojiva y liberar a Surfer, quien posteriormente regresó a la nave de Nebula y se ocupó sumariamente de ella poco después. Se la ve por última vez encarcelada en Titán con su primer compañero fallecido inicialmente, justo cuando Surfer y Legacy trajeron al leal criminal después de haberlo superado a él y a una gran cantidad de piratas mientras perseguía a los criminales nacidos en la Tierra como Rhino, Nitro y Hombre de Titanio.

### Aniquilación
Nebula apareció como uno de los seguidores de Gamora. En este papel, ella luchó contra Ronan el Acusador y Stellaris. Ronan triunfó, la hirió severamente.

### Equipo Guardián
La vástaga rebelde sería contratada por Kindun, un conducto viviente al planeta de nombre similar en el que habitaba. Para traerle a su hermana adoptiva Gamora en busca de una retribución por lo que ella y su padre/mentor Thanos hicieron en tiempos pasados. La propia Nebula alistaría un ejército de Chitauri en busca de los Guardianes de la Galaxia para lograr esta tarea, pero chocó con los heroicos Vengadores cuando ella y sus fuerzas terminaron persiguiéndolos hasta la Tierra.

### Thanos vol. 2
Habiendo estado indignado porque Taneleer Tivan, el Coleccionista del Universo, había elegido una segunda tripulación de transportadores para transportar mercancías sensibles sobre ella. Nebula saldría del hiperespacio para robar su carga con una nueva nave artificialmente inteligente para ayudar en sus esfuerzos de hurto; mientras que en medio del atraco, su tío abuelo Eros la pellizcó con la ayuda de otro Elder Tryco Slatterus, el Campeón. Para su sorpresa, descubre que esta reunión grupal fue organizada por el hijo errante de Thanos, Thane, quien había organizado esta reunión con el propósito de matar a su padre. Nebula inicialmente no está impresionada hasta que se entera de su repentina aparición de una enfermedad fatal, la pirata sigue preocupada a pesar del argumento convincente de Thane, pero continúa diciendo que necesitan un tipo especial de contrabando para hacer el trabajo. Su objetivo final es robar valiosa información liberando a un prisionero especial en el gulag personal de Terrax el Terrible. Un mercenario que una vez sirvió bajo el mismísimo Titán Loco que conoce una entrada trasera especial a la antigua fortaleza de Thano, el Cuadrante Negro.
Mientras Starfox trabajaba para distraer a su desprevenido anfitrión, Nebula, Tryco y Thane se dirigieron al bergantín de la nave para determinar su premio. Sin embargo, para horror de Tryco y Nebula, no había ningún prisionero dentro de la nave. Lo que había allí era un Huevo de Fénix, en su ira miope ante tales engaños, Nebula disparó a Thane y lo mató donde estaba. Desatando sin darse cuenta al Fénix sobre su anfitrión más reciente. Al darse cuenta de lo mucho que se equivocaron al confiar en Thane, estos extraños compañeros de cama buscan al ahora lisiado y mortal Thanos para conseguir su ayuda para matar a su hijo cautivado.
Aunque su tripulación llegó a la cáscara muerta y radiactiva de Titán en busca de su aliado necesario; Nebula inmediatamente atacó a su antiguo abuelo buscando lograr lo que inicialmente se había unido a la alegre banda de Thane para lograr. Starfox y El Campeón del Universo hicieron todo lo posible para tratar de bloquear estas tendencias patricidas, pero no pudieron detener la furia del saqueador cyborg. cuando su tío abuelo intentó usar sus poderes de persuasión con ella, Thanos sacó a Nebula de su trance, a lo que ella inmediatamente amenazó con feminizarlo con una navaja apuntándole a la cara. Ella bloquearía su propia ira asesina cuando Eros explicara que su colaboración con el hombre dios a quien inicialmente se propusieron matar es más por desesperación ahora que un Thane empoderado por Phoenix ha sido desatado en el cosmos. Después de enterarse del plan de Thanos para encontrar a las Brujas del Infinito, Nebula está menos que satisfecha con sus antiguos señores improvisando a bordo de su nave sin permiso. Pero es silenciada por una colusión renuente al ver que no tiene medios reales para matar al todopoderoso hijo de su odiado señor. Algunos miembros de su variopinta tripulación siguen siendo escépticos sobre el paradero y la existencia de este aquelarre cósmico, hasta que salen del hiperespacio justo frente a un Agujero Negro que conduce directamente a su guarida.
Por lo tanto, después de que Thanos y Eros abandonan el dominio de las brujas, Tryco y Nebula se vuelven bastante inquietos durante la espera, por lo que consuman sus pasiones para pasar el tiempo. Los momentos posteriores a su fornicación pronto se ven acosados por la llegada del hijo loco de Thanos, Thane, que los persigue a través del universo incluso después de un salto hiperespacial, al que se estrellan en un planeta desconocido en medio de la nada. Justo cuando están a punto de ser destripados por Phoenix Thane; son salvados por la llegada prematura de Thanos quien, después de haber sido revigorizado por God Quarry, se involucra en una batalla épica de proporciones cósmicas con su descarriado engendro. Nebula y Campeón quedan atrapados en la reacción violenta de su conflagración cósmica, buscando trajes espaciales en su nave derribada para escapar del planeta en el que se encuentran, Nebula queda inconsciente por los escombros voladores. Ella se despierta y se encuentra en los brazos de Tryco, a quien esposa por cargarla, solo para quedar atrapada en la explosión resultante de cuando Thanos estrelló a su hijo contra el planeta en el que estaban luchando durante un escape desesperado. A medida que la lucha se intensificó, los dos son arrastrados al reino de las Brujas Estigias por la estela del conflicto padre-hijo, Nebula es despertada en God Quarry por su cuidador después de atravesar el Agujero Negro y dejarla inconsciente nuevamente. Mientras despiertan a Tryco, el dúo intercambia preguntas sobre dónde están y qué está pasando, solo para encontrar a Eros tirado en el suelo, semiconsciente y medio golpeado hasta la muerte. Después de que se ganó la batalla y Thane fue arrojado a la cantera, Thanos dirigió su atención a sus compatriotas solo para reprenderlos y dejar a todos varados en el dominio de las brujas sin salida. Nebula se siente menos exasperada por el hecho de que Thanos la abandonó de nuevo, pero más porque está atrapada allí con su tío abuelo y su única aventura.

### Asgardianos de la Galaxia
Al no ver una salida real, la impávida Nebula participaría del desafío de las brujas y pondría un pie dentro de la Cantera. Saliendo de su propia realización deseada, emergería del efecto de petrificación ahora capaz de sobrevivir al ambiente sin aire de la morada de los ancianos observadores. Ansiosa por desalojar la premisa, Nebula se siente consternada al descubrir que Thanos ha estado muerto durante mucho tiempo en su ausencia, nada menos que por la mano de su odiada hermana Gamora. Pero el Aquelarre Cósmico también le informa que hay otra forma de que ella adquiera lo que realmente desea, suponiendo que siga los pasos de su rival para conseguirlo.
Siguiendo el consejo de Three-as-One, Nebula se propone capturar un enclave enano para obligar a uno de sus maestros herreros a que ambos le hagan una poderosa cuchilla a través de la cual puede acortar distancias en todo el universo y restaurar un artefacto de proporciones bíblicas a través del cual ella puede recuperar su título como la mujer más letal de la galaxia.
Con ese fin, haría que el resto de los Enanos fueran torturados y sacrificados ritualmente quitándoles las uñas antes de arrojarlos encadenados al frío e implacable vacío del espacio donde todos morirían congelados. Mientras aterrizaba en Draeketh, planeta de los Templos; ella y su pupilo enano sobreviviente, acompañados por un ejército de asesinos, irían en busca de dicha potente reliquia de fabricación asgardiana que le permitiría reclamar el trono de Thanos. El Naglefar Beacon, un dispositivo con el que invocar los cadáveres divinos que abordan una armada de transbordadores nórdicos, atendió al apocalíptico toque de cuernos. Mientras los asgardianos de la galaxia se adelantaban a sus últimos planes genocidas, Nebula acechó a Angela el tiempo suficiente para escapar. Dirigiéndose al planeta Netredeen; ella sometería la baliza a prueba convocando a los nativos dioses infantiles para masacrar a sus adoradores, habiendo decidido tal medida táctica para ocupar a sus perseguidores antes de dirigirse al mundo del trono Shi'ar. Donde se enfrentaría a Gladiador y la Guardia Imperial como otra prueba más del poder del fin del mundo de los llamadores de dioses necro. Completamente satisfecha con su última conquista, Nebula sale de la devastada ciudad de la corona de Chandilar con un golpe de su hacha justo cuando los viajeros espaciales asgardianos aterrizaron para detenerla.
Habiendo llegado en secreto al Sistema Sol, la primera orden del día de Nebula fue incapacitar a Thor justo antes de llamar a la Armada Naglefar a la Tierra. Cuando los asgardianos de la galaxia lograron interceptar brevemente la flota de deidades muertas, Nebula reconoce que había quedado atrapada en una ilusión establecida por el niño Loki, ya que todos sus asociados aparentemente son eliminados con relativa facilidad. Al darse cuenta de muy poco y demasiado tarde, se había distraído el tiempo suficiente para que la cosa real abordara su barco. Después de una breve escaramuza, Nebula finalmente es vencida cuando le quitan la baliza de las manos mientras yace atrapada en la ilusión de perder ante Gamora. Después de que su esclavo enano arregla su hacha de guerra, se teletransporta de nuevo, sin darse cuenta de que sus capacidades warp han sido manipuladas.

### Trabajando con los Guardianes Oscuros
A raíz de la historia de "Infinity Wars", Nebula estuvo presente en el funeral de Thanos. Starfox mostró a todos los invitados una grabación de Thanos indicando que él cargó su conciencia en un nuevo cuerpo antes de su muerte. El funeral fue atacado por el Orden Negro, que robó el cuerpo de Thanos y abrió un agujero en el espacio, enviando a todos al estallido. Todos fueron salvados por la llegada de Gladiador y el Imperio Shi'ar. Nebula estaba entre los que se unieron a los Guardianes Oscuros de Starfox. Los Guardianes Oscuros encontraron a Nova y lo emboscaron, hiriéndolo lo suficiente como para estrellarse contra un planeta. Cuando el grupo discute sobre los motivos de Wraith, Nova aprovecha la oportunidad para volar. El equipo planea rastrearla nuevamente.

## Poderes y habilidades
Nebula es una mujer atlética y un excelente combatiente armada y desarmada. Tiene un intelecto superdotado y es una estratega brillante en batalla.
Nebula utiliza pistolas que conmociona explosiones de energía desconocida que puede incinerar a un ser humano casi al instante. También al parecer lleva un dispositivo que le permite disfrazar su apariencia.
Nebula fue convertida en un cyborg por el Doctor Mandibus. Se le dio un ojo izquierdo, un brazo izquierdo y un hombro izquierdo artificial. El cuartel superior izquierdo de su cabeza y parte de su cadera derecha están rodeados de metal.
Nebula brevemente poseía la Unión Infinita, una combinación de tres dispositivos que juntos podrían canalizar todas las energías en su ambiente. Ella también brevemente poseía el Guantelete del Infinito, que tenía seis "Gemas del Infinito" del poder prácticamente ilimitado, que le dio el control absoluto de la realidad aparentemente mientras lo poseía. Sin embargo, su falta de visión significaba que muchas veces cometió errores cruciales en el juicio cuando ejercía el poder.

## En otros medios

### Películas
Karen Gillan interpreta a Nebula en el universo cinematográfico de Marvel como uno de los guerreros criados por Thanos junto a su hermana adoptiva Gamora. Con el tiempo, Nebula desarrolló una necesidad obsesiva de superar a Gamora en combate. Cada vez que perdía una pelea de entrenamiento, Thanos sometía a Nebula a una intensa tortura, reemplazando partes de su cuerpo con mejoras cibernéticas para una mejoría adicional. Esto impregnaba a Nebula con un profundo odio hacia Thanos.
- Nebula aparece en Guardianes de la Galaxia estrenada en 2014.[30] Ella es enviada por Thanos junto a Gamora para ayudar a Ronan el Acusador a adquirir un artefacto con forma de esfera denominado el "orbe" que contiene una de las Gemas del Infinito. Luego de que Gamora los traiciona y escapa de la prisión Kyln con el orbe, Nébula ayuda a Ronan a recuperarlo. Cuando Ronan descubre que el orbe alberga la Gema del Poder en su interior, traiciona a Thanos con la intención de usar la piedra para destruir el planeta Xandar. Nebula se convierte en una seguidora dispuesta de Ronan luego de que él juró matar a Thanos una vez que Xandar sea destruido. En el final, Nebula lucha contra Gamora cuando aborda la nave de Ronan y es derrotada en combate, Gamora trata de ayudarla pero ella se niega a ser salvada por su hermana y corta su mano mecánica atrapada para escapar del planeta Xandar en una nave de los Devastadores.
- Nebula regresa en la secuela de 2017, Guardianes de la Galaxia vol. 2.[31] Terminó siendo capturada por una raza llamada los Soberanos al intentar robar sus baterías anulax, los Soberanos ofrecen su prisionera a los Guardianes quienes se llevan a Nebula para reclamar la recompensa que hay por ella en Xandar. No obstante Rocket Raccoon puso al grupo en peligro al robarle a los Soberanos algunas baterías anulax antes de marcharse, forzando a los Guardianes a huir y estrellan su nave en un planeta cercano donde conocen a Ego. Rocket y el bebé Groot vigilan a Nebula mientras el resto se va con Ego quien los lleva a conocer su planeta. Pero Nebula eventualmente logra engañar a Groot para que la libere cuando los Devastadores liderados por Yondu Udonta vienen tras Rocket. Mientras Yondu discute con una facción de su banda que le cuestiona su generosidad, Nebula lo ataca por detrás dejándolo inconsciente, provocando un motín contra él encabezado por Taserface. Nebula hace un trato con Taserface para reclamar las recompensas tanto de Rocket como de Yondu, convenciendo a los Devastadores de que le den una parte de las ganancias junto con una mano de reemplazo y una nave para alcanzar el planeta de Ego. Después de una ardua pelea en Ego, Nebula finalmente derrota a Gamora, perdiendo su motivación de perseguirla y las dos forman una alianza incómoda cuando descubren una caverna llena de restos de cadáveres esqueléticos, entendiendo la verdadera naturaleza de Ego. Nebula ayuda a los Guardianes a destruir al planeta Ego, y al final se separa de Gamora tras reconciliarse con su hermana para partir sola en su viaje para matar a Thanos.
- En la película Avengers: Infinity War de 2018,[32] se revela que Nebula fue capturada por Thanos después de infiltrarse en su nave e intentar matarlo. Ella fue torturada y utilizada por Thanos como rehén para obligar a Gamora a llevarlo a la ubicación de la Gema del Alma. Nebula más tarde se las arregla para escapar y usa los controles de la nave de Thanos para decirle a los Guardianes que los verá en el planeta Titán. Más tarde llega allí y se une a una facción de los Vengadores. Ella deduce el destino de Gamora y es uno de los personajes sobrevivientes después de que Thanos usa el Guantelete del Infinito para destruir la mitad de la vida en el universo, dejándola en Titán junto a Iron Man. Junto a Rocket, ella es solo uno de los dos Guardianes sobrevivientes al final de la película.
- Gillan repite su papel en Avengers: Endgame de 2019.[32] La actriz interpreta a dos versiones de Nebula, una de la actualidad y otra del pasado de 2014. La versión del presente se hace amiga de Tony Stark / Iron Man mientras está varada en el espacio. Tiempo después forma equipo con Máquina de Guerra para ayudar a los Vengadores a obtener la Gema del Poder en el planeta Morag, viajando al pasado. Pero ella no puede regresar al presente debido a que sus mejoras cibernéticas interactúan con las de su yo de 2014. Incapaz de advertir a los Vengadores a tiempo, es capturada por el Thanos del pasado, siendo sustituida por su versión malvada de 2014. Sin embargo, la Nebula del presente se las arregla para convencer a la Gamora del pasado de traicionar a Thanos antes de lo que pretendía, y luego mata a su yo de 2014 después de no poder convencerla de cambiar como lo hizo ella. Nebula se une a la lucha contra el ejército de Thanos junto con Gamora. Una vez que termina la batalla, asiste al funeral de Stark y se une oficialmente a los Guardianes de la Galaxia, a pesar de que Gamora desaparece.
- Nebula aparece en Thor: Love and Thunder (2022), donde se une a los Guardianes de la Galaxia ya devueltos a la vida y regresa con ellos al espacio, donde los acompaña Thor.
- Nebula aparece en Guardianes de la Galaxia vol. 3 (2023). Después de que Knowhere es reconstruido, ella y los Guardianes son atacados por Adam Warlock y Rocket resulta gravemente herido, e incapaz de atender sus heridas debido a un interruptor de muerte incrustado en él. El equipo decide viajar al Orgoscopio, sede de la compañía Orgocorp del Alto Evolucionador, con la esperanza de encontrar un código de anulación. Mientras luchan contra el Alto Evolucionador, Nebula, Drax y Mantis encuentran una horda de niños encarcelados en la nave del Alto Evolucionador antes de ser capturados. Después de escapar y derrotar al ejército de Alto Evolucionador, los Guardianes deciden disolverse, y Nebula y Drax permanecen en Knowhere para criar a los niños rescatados.

### Televisión
- Nebula apareció en la serie animada Silver Surfer de 1999, con la voz de Jennifer Dale. Ella apareció en el episodio de dos partes "Curva de aprendizaje".
- Nebula aparece en la segunda temporada de The Super Hero Squad Show, con la voz de Jane Lynch.[33] Esta versión es la hermana mayor de Thanos. Aparece en los episodios "Doble negaciones en el fin del mundo", "Destino del destino" y "Cuando ataca al surfista".
- Nebula aparece en la nueva serie Guardianes de la Galaxia, con la voz de Cree Summer.[34]
  - En "Orígenes" Gamora y Nebula fueron entrenados por Ronan el Acusador para que puedan luchar por Thanos y compite contra Gamora y Korath a competir quién sería su segundo al mando de Ronan y en una misión para capturar un misterioso artefacto.
  - En la primera temporada, episodio 7, "Los Traidores", la muerte de Ronan el Acusador ha dejado un vacío de poder donde Nova Prime menciona al Nova Corps que hay competencia entre Korath el Perseguidor, Nebula y Gamora para ver quién sucederá a Ronan el Acusador como el nuevo general de Thanos. Gamora pretende traicionar a los Guardianes de la Galaxia para que pueda lograr que Nebula y su tripulación Chitauri peleen contra el grupo de Korath el Perseguidor. Siguiendo el plan y los Guardianes de la Galaxia escapando, Nebula recupera el Arma Universal de Ronan el Acusador que Drax el Destructor arrojó a su nave. En el episodio 10, "Luna Nueva", Nebula ataca a los Guardianes de la Galaxia en la luna viviente Mandala. Usando los poderes vivificantes de Mandala y una semilla especial, Nebula resucita a Ronan el Acusador y le da su Arma Universal, ya que Ronan el Acusador planea pilotar a Mandala a Xandar para aniquilar a los enemigos de los Kree allí. Con la ayuda de Star-Lord y Groot, Mandala se liberó y utiliza un ataque especial de magma para enviar a Nebula y Ronan el Acusador a volar lejos de Mandala. En el episodio 15, "Los Accidentes Suceden", cuando Ronan manda a Nebula en destruir la mina en provocar una guerra entre los Kree y Spartax. En el episodio 20, "El Juicio de Gamora", Nebula encuentra a Gamora, la ataca y se la lleva con Ronan el Acusador en Conjunción para que el Gran Maestro pueda emitir sus juicios a través de la galaxia. En el episodio 23, "He Buscado Mucho Tiempo", Nebula le avisa a Ronan que los Guardianes están en la Tierra en busca de la Semilla Cósmica, al darle más fuerza que nunca. En el episodio 24, "La Tierra se mueve", Nebula y Ronan son rescatados por Drax y Gamora, se unen a los Guardianes de la Galaxia para detener a Thanos, pero Ronan decide destruirlo con la Tierra, hasta que por la razón de Gamora la cambia, siendo traicionada por Ronan.
  - En la segunda temporada, episodio 6, "El Casco", Nebula ataca a los Guardianes de la Galaxia usando una armadura de combate, al buscar la localización del sarcófago de Thanos que está vacío y solo tiene un casco Nova al usar Gamora y es derrotada y capturada. Pero escapa al enfrentar a los creyentes Universales para obtener el casco hasta que ella y Gamora son absorbidas por el capullo estando en un lugar desconocido. En el episodio 7, "Lugar Correcto, Momento Equivocado", luego de que Nebula y Gamora han sido absorbidas por el capullo y al ver que Gamora cambia de lado con Star-Lord, ahora trabajan juntas para infiltrarse en la nave del Alto Evolucionador con el fin de recalentar temporalmente el reino al mismo tiempo en que el Alto Evolucionador planea experimentar con Yondu. Intento quitarle con los Brazaletes de Quantum que tiene Star-Lord hasta que en el otro lado, se congela al caer al agua. En el episodio 19, "No Siempre Obtienes lo que Quieres", se ve de cameo que fue capturada por el Alto Evolucionador, y al final se escapa.
  - En la tercera temporada, episodio 7, "Lucha entre dos hermanas", Nebula se encuentra con Gamora para redimirse por los daños que ha causado a otros planetas dándoles unidades que también los harían perseguir por sus habitantes. Luego de que Yondu y los Ravangers, ella y Gamora se unen para recuperar lo que han robado. Después de lanzar a Gamora al espacio en una cápsula, Nebula dirige a los Ravangers para obligarlos a devolverles a los habitantes, sus unidades que les robaron.
- Nebula aparece en Lego Marvel Super Heroes - Guardianes de la Galaxia: La amenaza de Thanos, expresada nuevamente por Cree Summer.[35]

### Videojuegos
- Nebula es el penúltimo jefe en el juego SNES 1996 Marvel Super Heroes: War of the Gems.
- Nebula aparece en Marvel Super Hero Squad: The Infinity Gauntlet, con Jane Lynch repitiendo su papel de voz.[36]
- Nebula aparece como un villano en Marvel: Avengers Alliance. Ella aparece en Spec-Ops 20, que se basa en la película Guardians of the Galaxy.
- Nebula es un personaje jugable en Marvel Future Fight.
- Nebula aparece en Marvel Avengers Academy, con la voz de Linnea Sage.[37]
- Nebula aparece en Lego Marvel's Avengers como un personaje desbloqueable y jugable.
- Nebula aparece en Guardians of the Galaxy: The Telltale Series, con la voz de Ashly Burch.[38] Tras la muerte de Thanos, Gamora le dice a Star-Lord en un bar en Knowhere que una pequeña parte de ella quiere ver a su hermana Nebula de nuevo. Star-Lord le dirá a Gamora que la familia de Nebula o que llamarla podría ser un error. Si es lo primero, Nebula expresa su enojo en su llamada con Gamora de cómo los Guardianes mataron a su padre. En el episodio 2, Nebula ataca la ubicación donde se encuentra el cuerpo de Thanos. Independientemente de la elección de Star-Lord que gira en torno al viaje de Rocket Raccoon a Halfworld, Star-Lord y Gamora luchan contra Nebula y lograron someterla. En el Milano, Nebula está encerrada en la habitación de Gamora. Al entrar en la habitación de Gamora, en la que Nebula ha estado encerrada, Star-Lord y Gamora le dicen a Nebula que la necesitan para traducir el antiguo idioma Kree que Nebula no quiere hacer. Cuando Nebula le dice a Gamora que todavía recuerda a Tar-Voll, Gamora desenfunda su espada y Nebula le ordena a Gamora que se vaya. Si Star-Lord hace que Gamora se vaya, lo hace al decirle a Star-Lord que no lo ayudará si escucha gritos. Nebula afirma que nunca se preocupó por ellos. Si Star-Lord está de acuerdo con Gamora, afirma que Gamora tiene la idea correcta cuando la sujeta contra la pared (Star-Lord también tendrá la opción de escupirla). Drax el Destructor luego le dice a Star-Lord que se encontró un dispositivo en el cráneo de Nebula. Star-Lord convence a Nebula para que le entregue el dispositivo donde ella le dice que le dirá todo lo que querrá saber al decirle a Star-Lord que se lo debe. Cuando los soldados de Kree que trabajan para Hala el Acusador atacan la nave, Star-Lord tendrá la opción de liberar a Nebula para ayudar a combatir a los soldados de Kree mientras le advierte que el ejercicio de confianza terminará si los apuñala en la batalla. En el episodio 3, Star-Lord experimenta los flashbacks de Gamora relacionados con Nebula cuando estaba siendo entrenada por Thanos. El primero tiene Gamora duelo Nebulosa. Dependiendo del resultado, Thanos seguirá favoreciendo a Nebula como la ganadora. El segundo flashback tiene a Nebula siendo ordenada a matar a Gamora como una prueba. Después del flashback final, Star-Lord tuvo que decidir decirle a Nebula que se fuera o le dijo que se quedara. Si Star-Lord le dice a Nebula que vaya al final, ella se unirá a las fuerzas de Hala la Acusadora. Si Star-Lord le dice a Nebula que se quede, ella y Gamora finalmente se reconciliaron.
- Nebula es un personaje jugable en Marvel: Contest of Champions.[39]